# Water-polo aux Jeux olympiques d'été de 1968
Navigation
Tokyo 1964 Munich 1972
Résultats du tournoi olympique de water-polo aux Jeux olympiques d'été de 1968 à Mexico.
| Podiums | Or          | Argent           | Bronze  |
| Hommes  | Yougoslavie | Union soviétique | Hongrie |

## Équipes

### Équipe de Yougoslavie
Ozren Bonačić, Dejan Dabovic, Zdravko Hebel, Zoran Janković, Ronald Lopatny, Uros Marovic, Mirko Sandic, Dorde Perisic, Miroslav Poljak, Karlo Stipanic, Ivo Trumbić.

### Équipe d'URSS
Oleksiy Barkalov, Oleg Bovin, Aleksandr Dolgushin, Leonid Osipov, Yuri Grigorovski, Boris Grishin, Vadim Gulyayev, Vladimir Semionov, Alexandr Shidlovski, Viacheslav Skok, Givi Chikvanaya.

### Équipe de Hongrie
András Bodnár, Zoltán Dömötör, László Felkai, Ferenc Konrád, János Konrád, Mihály Mayer, Lászlo Sárosi, János Steinmetz, Endre Molnár, Dénes Pócsik, István Szivós.